# Heinz-Dieter Hackel
Heinz-Dieter Hackel (* 4. Januar 1944 in Reichenberg, Reichsgau Sudetenland; † 20. November 2007) war ein deutscher Politiker (FDP).

## Leben
Hackel saß von 1990 bis 1994 im Deutschen Bundestag. Er wurde über die Landesliste der FDP in Sachsen-Anhalt gewählt. Er wurde für die Bundestagswahl 1994 nicht wieder nominiert, verließ daraufhin am 20. März 1994 die FDP-Fraktion und saß bis zum Ende der Wahlperiode als fraktionsloser Abgeordneter im Bundestag.